# Liste der Kulturdenkmale in Uder
Die Liste der Kulturdenkmale in Uder umfasst die als Ensembles, Einzeldenkmale und Bodendenkmale erfassten Kulturdenkmale in der thüringischen Gemeinde Uder und ihrer Ortsteile (Stand: 11. Februar 2025).
Die Angaben in der Liste ersetzen nicht die rechtsverbindliche Auskunft der zuständigen Denkmalschutzbehörde.

## Legende
- Bild: zeigt ein Bild des Kulturdenkmals und gegebenenfalls einen Link zu weiteren Fotos des Kulturdenkmals im Medienarchiv Wikimedia Commons
- Bezeichnung: Name, Bezeichnung oder die Art des Kulturdenkmals
- Lage: Wenn vorhanden Straßenname und Hausnummer des Kulturdenkmals; Grundsortierung der Liste erfolgt nach dieser Adresse. Der Link Karte führt zu verschiedenen Kartendarstellungen und nennt die Koordinaten des Kulturdenkmals.
 Kartenansicht, um Koordinaten zu setzen – in dieser Kartenansicht sind Kulturdenkmale ohne Koordinaten mit einem roten bzw. orangen Marker dargestellt und können in der Karte gesetzt werden. Kulturdenkmale ohne Bild sind mit einem blauen bzw. roten Marker gekennzeichnet, Kulturdenkmale mit Bild mit einem grünen bzw. orangen Marker.
- Datierung: gibt das Jahr der Fertigstellung beziehungsweise das Datum der Erstnennung oder den Zeitraum der Errichtung an
- Beschreibung: bauliche und geschichtliche Einzelheiten des Kulturdenkmals, vorzugsweise die Denkmaleigenschaften
- ID: Die ID identifiziert das Kulturdenkmal eindeutig. In Thüringen sind aktuell keine IDs veröffentlicht. In der ID-Spalte kann sich auch folgendes Icon  befinden, dies führt zu Angaben zu diesem Kulturdenkmal bei Wikidata.

## Einzeldenkmale

### Birkenfelde
| Bild                                    | Bezeichnung                                                                        | Lage                                                             | Datierung | Beschreibung | ID |
| --------------------------------------- | ---------------------------------------------------------------------------------- | ---------------------------------------------------------------- | --------- | ------------ | -- |
| weitere Bilder Fotos hochladen          | Kirche mit Ausstattung, Kirchhof und Einfriedung / Kath. Pfarrkirche St. Leonhardi | Hahnstraße 1 Flur 4 / Flurstück(e) 234, 235 (Karte)              |           |              |    |
| Direkt Bild zu diesem Denkmal hochladen | Bildstock                                                                          | Hahnstraße o. Nr. Flur 2 / Flurstück(e) 100/1                    |           |              |    |
| Fotos hochladen                         | Stationsweg und Kapelle                                                            | Hennefeste o. Nr. Flur 4 / Flurstück(e) 13/1, 252/14, 17/2, 20/1 |           |              |    |
| Direkt Bild zu diesem Denkmal hochladen | Pfarrhaus mit Einfriedung                                                          | Im Graben 41 Flur 4 / Flurstück(e) 202                           |           |              |    |
| Direkt Bild zu diesem Denkmal hochladen | Bildstock                                                                          | Im Graben o. Nr. Flur 4 / Flurstück(e) 216                       |           |              |    |
| Direkt Bild zu diesem Denkmal hochladen | Hofanlage                                                                          | Mitteldorf 103 Flur 4 / Flurstück(e) 250                         |           |              |    |
| Direkt Bild zu diesem Denkmal hochladen | Wohnhaus mit Einfriedung                                                           | Mitteldorf 106 Flur 4 / Flurstück(e) 351                         |           |              |    |
| Direkt Bild zu diesem Denkmal hochladen | Gehöft                                                                             | Mitteldorf 107 Flur 4 / Flurstück(e) 350/2                       |           |              |    |
| Direkt Bild zu diesem Denkmal hochladen | Gehöft                                                                             | Mitteldorf 113 Flur 4 / Flurstück(e) 345                         |           |              |    |
| Fotos hochladen                         | Gehöft                                                                             | Mitteldorf 114 Flur 4 / Flurstück(e) 253                         |           |              |    |
| Direkt Bild zu diesem Denkmal hochladen | Gehöft                                                                             | Mitteldorf 116 Flur 4 / Flurstück(e) 254                         |           |              |    |
| Direkt Bild zu diesem Denkmal hochladen | Bildstock                                                                          | Mitteldorf o. Nr.; Hahnstraße o. Nr. Flur 2 / Flurstück(e) 55/1  |           |              |    |
| Direkt Bild zu diesem Denkmal hochladen | Gehöft                                                                             | Oberdorf 75 Flur 4 / Flurstück(e) 380                            |           |              |    |
| weitere Bilder Fotos hochladen          | Gehöft mit Backhaus und Scheune / Oberhof, Roter Hof, Karlshof                     | Oberdorf 83 Flur 4 / Flurstück(e) 319                            |           |              |    |
| Direkt Bild zu diesem Denkmal hochladen | Bildstock                                                                          | Pfingstrasen o. Nr. Flur 4 / Flurstück(e) 141                    |           |              |    |
| Direkt Bild zu diesem Denkmal hochladen | Wohnhaus mit Futtermauer                                                           | Schönhagener Straße 69 Flur 4 / Flurstück(e) 342                 |           |              |    |
| Direkt Bild zu diesem Denkmal hochladen | Bildstock                                                                          | Schönhagener Straße o. Nr. Flur 4 / Flurstück(e) 292             |           |              |    |

### Eichstruth
| Bild                                    | Bezeichnung                                                            | Lage                                                                          | Datierung | Beschreibung | ID |
| --------------------------------------- | ---------------------------------------------------------------------- | ----------------------------------------------------------------------------- | --------- | ------------ | -- |
| Direkt Bild zu diesem Denkmal hochladen | Gehöft                                                                 | Dorfstraße 10 Flur 1 / Flurstück(e) 319/1                                     |           |              |    |
| Direkt Bild zu diesem Denkmal hochladen | Wohnhaus                                                               | Dorfstraße 14 Flur 1 / Flurstück(e) 403/1                                     |           |              |    |
| Direkt Bild zu diesem Denkmal hochladen | Wohnhaus mit Torbau                                                    | Dorfstraße 2 Flur 1 / Flurstück(e) 417/4                                      |           |              |    |
| Direkt Bild zu diesem Denkmal hochladen | Bildstock                                                              | Dorfstraße o. Nr. Ortsausgang Richtung Mackenrode Flur 1 / Flurstück(e) 322/2 |           |              |    |
| weitere Bilder Fotos hochladen          | Kirche mit Ausstattung und Kirchhof / Kath. Filialkirche Allerheiligen | Dorfstraße o. Nr. Flur 1 / Flurstück(e) 321 (Karte)                           |           |              |    |
| Direkt Bild zu diesem Denkmal hochladen | Bildstock mit Baumgruppe                                               | Dorfstraße o. Nr. Ortsausgang Richtung Dieterode Flur 1 / Flurstück(e) 272    |           |              |    |
| Direkt Bild zu diesem Denkmal hochladen | Kruzifix                                                               | Dorfstraße o. Nr. Auf dem Friedhof Flur 1 / Flurstück(e) 409                  |           |              |    |

### Lenterode
| Bild                                    | Bezeichnung                                                                              | Lage                                                                                               | Datierung | Beschreibung | ID |
| --------------------------------------- | ---------------------------------------------------------------------------------------- | -------------------------------------------------------------------------------------------------- | --------- | ------------ | -- |
| Direkt Bild zu diesem Denkmal hochladen | Anger mit Angertisch, Angerlinde und Einfriedung                                         | Anger o. Nr. gegenüber Anger 25 Flur 2 / Flurstück(e) 152/1                                        |           |              |    |
| weitere Bilder Fotos hochladen          | Warte / Lenteroder Warte                                                                 | Bei der Warte o. Nr. Flur 3 / Flurstück(e) 67/3                                                    |           |              |    |
| Direkt Bild zu diesem Denkmal hochladen | Wohnhaus                                                                                 | Friedensstraße 34 Flur 1 / Flurstück(e) 83                                                         |           |              |    |
| Direkt Bild zu diesem Denkmal hochladen | Wohnhaus mit Torbau und Mauer                                                            | Friedensstraße 36 Flur 2 / Flurstück(e) 60/2                                                       |           |              |    |
| Direkt Bild zu diesem Denkmal hochladen | Wohnhaus mit Nebengebäude und Futtermauer                                                | Friedensstraße 40 Flur 2 / Flurstück(e) 58                                                         |           |              |    |
| Direkt Bild zu diesem Denkmal hochladen | Wohnhaus                                                                                 | Friedensstraße 45 Flur 1 / Flurstück(e) 212/77                                                     |           |              |    |
| weitere Bilder Fotos hochladen          | Gehöft                                                                                   | Friedensstraße 48 Flur 2 / Flurstück(e) 258/56                                                     |           |              |    |
| Direkt Bild zu diesem Denkmal hochladen | Gutshaus mit Einfriedung                                                                 | Friedensstraße 53 Flur 2 / Flurstück(e) 55                                                         |           |              |    |
| Fotos hochladen                         | Wohnhaus                                                                                 | Friedensstraße 54 Flur 2 / Flurstück(e) 44/7                                                       |           |              |    |
| Direkt Bild zu diesem Denkmal hochladen | Gehöft                                                                                   | Friedensstraße 59 Flur 2 / Flurstück(e) 42/4, 42/3                                                 |           |              |    |
| Direkt Bild zu diesem Denkmal hochladen | Bildstock                                                                                | Friedensstraße o. Nr. Ortsausgang Richtung Wüstheuterode Flur 1 / Flurstück(e) 140                 |           |              |    |
| Direkt Bild zu diesem Denkmal hochladen | Bildstock                                                                                | Hinter den Höfen o. Nr. Vor Nr. 21; sog. Lehmkuhle, hinter dem Anger. Flur 2 / Flurstück(e) 154/11 |           |              |    |
| weitere Bilder Fotos hochladen          | Kirche mit Ausstattung, Kirchhof und Einfriedungsmauer / Kath. Pfarrkirche St. Katharina | Kirchberg 1 Flur 2 / Flurstück(e) 249/48, 52 (Karte)                                               |           |              |    |
| Direkt Bild zu diesem Denkmal hochladen | Bildstock                                                                                | Schierbachstraße o. Nr. Flur 2 / Flurstück(e) 160                                                  |           |              |    |
| Direkt Bild zu diesem Denkmal hochladen | Bildstock                                                                                | östlichen L 1074, am Waldrand Richtung Wüstheuterode, sog. Am Karren; Flur 3 / Flurstück(e) 61/1   |           |              |    |

### Lutter
| Bild                                    | Bezeichnung                                                                        | Lage                                                                    | Datierung | Beschreibung | ID |
| --------------------------------------- | ---------------------------------------------------------------------------------- | ----------------------------------------------------------------------- | --------- | ------------ | -- |
| Direkt Bild zu diesem Denkmal hochladen | Wohnhaus                                                                           | Am Anger 12 Flur 2 / Flurstück(e) 758                                   |           |              |    |
| Direkt Bild zu diesem Denkmal hochladen | Backhaus                                                                           | Dorfstraße o. Nr. Flur 4 / Flurstück(e) 126                             |           |              |    |
| weitere Bilder Fotos hochladen          | Kirche mit Ausstattung / Kath. Filialkirche Heilige Drei Könige                    | Dorfstraße o. Nr. Flur 4 / Flurstück(e) 255/1 (Karte)                   |           |              |    |
| Direkt Bild zu diesem Denkmal hochladen | Mariengrotte                                                                       | Hauptstraße o. Nr. Flur 2 / Flurstück(e) 884/1                          |           |              |    |
| Direkt Bild zu diesem Denkmal hochladen | Gehöft                                                                             | Hauptstraße 24, 24a Flur 2 / Flurstück(e) 126/3, 834                    |           |              |    |
| Direkt Bild zu diesem Denkmal hochladen | Wohnhaus                                                                           | Hauptstraße 66 Flur 2 / Flurstück(e) 640                                |           |              |    |
| Direkt Bild zu diesem Denkmal hochladen | Wohnhaus                                                                           | Hauptstraße 68 Flur 2 / Flurstück(e) 638/3                              |           |              |    |
| Direkt Bild zu diesem Denkmal hochladen | Bildstock                                                                          | Hauptstraße o. Nr. Am nördlichen Ortsausgang Flur 1 / Flurstück(e) 47/4 |           |              |    |
| weitere Bilder Fotos hochladen          | Kirche mit Kirchhof, Ausstattung und Einfriedung / Kath. Pfarrkirche St. Mauritius | Hauptstraße o. Nr. Flur 2 / Flurstück(e) 882, 884/1 (Karte)             |           |              |    |
| Direkt Bild zu diesem Denkmal hochladen | Kapelle / Maria-Schutz-Kapelle (Kreuzwegkapelle)                                   | Kirchgasse o. Nr. Flur 2 / Flurstück(e) 819/241                         |           |              |    |
| Direkt Bild zu diesem Denkmal hochladen | Bildstock                                                                          | Langentalstraße o. Nr. Flur 2 / Flurstück(e) 625/326                    |           |              |    |
| Direkt Bild zu diesem Denkmal hochladen | Wohnhaus                                                                           | Tempelstraße 15 Flur 2 / Flurstück(e) 940                               |           |              |    |
| Direkt Bild zu diesem Denkmal hochladen | Wohnhaus                                                                           | Untermühle 104 Flur 2 / Flurstück(e) 96/1, 96/2                         |           |              |    |
| Direkt Bild zu diesem Denkmal hochladen | Wohnhaus                                                                           | Untermühle 7 Flur 2 / Flurstück(e) 95/1                                 |           |              |    |
| Direkt Bild zu diesem Denkmal hochladen | Wohnhaus mit Stallgebäude und Torbau                                               | Untermühle 8 Flur 2 / Flurstück(e) 100                                  |           |              |    |
| Direkt Bild zu diesem Denkmal hochladen | Bildstock                                                                          | Nähe Anger Flur 2 / Flurstück(e) 751                                    |           |              |    |

### Mackenrode
| Bild                                    | Bezeichnung                                                                      | Lage                                                                                           | Datierung | Beschreibung | ID |
| --------------------------------------- | -------------------------------------------------------------------------------- | ---------------------------------------------------------------------------------------------- | --------- | ------------ | -- |
| Direkt Bild zu diesem Denkmal hochladen | Wohnhaus mit Torhaus                                                             | Bergstraße 1 Flur 2 / Flurstück(e) 32/9                                                        |           |              |    |
| Direkt Bild zu diesem Denkmal hochladen | Pfarrhaus                                                                        | Bergstraße 2 Flur 3 / Flurstück(e) 31/3                                                        |           |              |    |
| Direkt Bild zu diesem Denkmal hochladen | Wohnhaus                                                                         | Bergstraße 4 Flur 3 / Flurstück(e) 26/2, 27/4                                                  |           |              |    |
| weitere Bilder Fotos hochladen          | Kirche mit Ausstattung, Kirchhof und Einfriedung / Kath. Filialkirche St. Martin | Bergstraße o. Nr. Flur 2 / Flurstück(e) 39/1 (Karte)                                           |           |              |    |
| Direkt Bild zu diesem Denkmal hochladen | Wohnhaus                                                                         | Hauptstraße 19 Flur 2 / Flurstück(e) 12/2                                                      |           |              |    |
| Direkt Bild zu diesem Denkmal hochladen | Wohnhaus                                                                         | Hauptstraße 21 Flur 2 / Flurstück(e) 13/1                                                      |           |              |    |
| Direkt Bild zu diesem Denkmal hochladen | Gehöft                                                                           | Hauptstraße 24 Flur 2 / Flurstück(e) 52/6                                                      |           |              |    |
| Direkt Bild zu diesem Denkmal hochladen | Wohnhaus                                                                         | Hauptstraße 27 Flur 2 / Flurstück(e) 24/2                                                      |           |              |    |
| Fotos hochladen                         | Wohnhaus                                                                         | Hauptstraße 31 Flur 2 / Flurstück(e) 31/1                                                      |           |              |    |
| Direkt Bild zu diesem Denkmal hochladen | Bildstock                                                                        | Hauptstraße o. Nr. Ortsausgang Richtung Vatterode Flur 1 / Flurstück(e) 281/8                  |           |              |    |
| weitere Bilder Fotos hochladen          | Grotte / Mariengrotte                                                            | L1003 o. Nr. bei der Straße nach Eichstruth Flur 1 / Flurstück(e) 229/1                        |           |              |    |
| Direkt Bild zu diesem Denkmal hochladen | Bildstock                                                                        | Vatteröder Straße/Am Krühle o. Nr. Ortsausgang Richtung Vatterode Flur 1 / Flurstück(e) 103/12 |           |              |    |

### Röhrig
| Bild                                    | Bezeichnung                                                                      | Lage                                                                 | Datierung | Beschreibung | ID |
| --------------------------------------- | -------------------------------------------------------------------------------- | -------------------------------------------------------------------- | --------- | ------------ | -- |
| Direkt Bild zu diesem Denkmal hochladen | Wohnhaus                                                                         | Bei der Kirche 7 Flur 1 / Flurstück(e) 137/13                        |           |              |    |
| weitere Bilder Fotos hochladen          | Kirche mit Ausstattung, Kirchhof und Kruzifix / Kath. Filialkirche St. Elisabeth | Bei der Kirche o. Nr. Flur 1 / Flurstück(e) 306/133, 307/133 (Karte) |           |              |    |
| Direkt Bild zu diesem Denkmal hochladen | Anger                                                                            | Dorfstraße o. Nr. Flur 1 / Flurstück(e) 113                          |           |              |    |
| Direkt Bild zu diesem Denkmal hochladen | Schule                                                                           | Hauptstraße 15 Flur 1 / Flurstück(e) 166/1                           |           |              |    |
| Direkt Bild zu diesem Denkmal hochladen | Bildstock                                                                        | Mühle o. Nr. Flur 1 / Flurstück(e) 87/1                              |           |              |    |

### Schönau
| Bild                                    | Bezeichnung  | Lage                                                                  | Datierung | Beschreibung | ID |
| --------------------------------------- | ------------ | --------------------------------------------------------------------- | --------- | ------------ | -- |
| Direkt Bild zu diesem Denkmal hochladen | Bildstock    | Dorfstraße o. Nr. Richtung Burgwalde Flur 1 / Flurstück(e) 375/102    |           |              |    |
| Direkt Bild zu diesem Denkmal hochladen | Bildstock    | Dorfstraße o. Nr. beim Friedhof Flur 1 / Flurstück(e) 47/2            |           |              |    |
| weitere Bilder Fotos hochladen          | Distanzstein | Landstraße o. Nr. L3080 (Abzweig Schönau) Flur 1 / Flurstück(e) 119/2 |           |              |    |
| Direkt Bild zu diesem Denkmal hochladen | Bildstock    | Landstraße o. Nr. am Bahngelände Flur 1 / Flurstück(e) 57/6           |           |              |    |
| weitere Bilder Fotos hochladen          | Mühle        | Mühlenweg 4 Flur 1 / Flurstück(e) 83                                  |           |              |    |

### Schönhagen
| Bild                                    | Bezeichnung                                       | Lage | Datierung | Beschreibung | ID |
| --------------------------------------- | ------------------------------------------------- | --- | --------- | ------------ | -- |
| weitere Bilder Fotos hochladen          | Kirche mit Ausstattung / Kath. Kirche St. Michael | Dorfstraße 1 Flur 1 / Flurstück(e) 87/5 (Karte)                                                                                        |           |              |    |
| Direkt Bild zu diesem Denkmal hochladen | Wohnhaus mit Saalbau                              | Dorfstraße 11 Flur 1 / Flurstück(e) 268/88                                                                                             |           |              |    |
| Direkt Bild zu diesem Denkmal hochladen | Gehöft                                            | Dorfstraße 12 Flur 1 / Flurstück(e) 185/88                                                                                             |           |              |    |
| Direkt Bild zu diesem Denkmal hochladen | Wohnhaus mit Scheune                              | Dorfstraße 22 Flur 1 / Flurstück(e) 193/87                                                                                             |           |              |    |
| Direkt Bild zu diesem Denkmal hochladen | Wohnhaus                                          | Dorfstraße 24 Flur 1 / Flurstück(e) 255/87                                                                                             |           |              |    |
| Direkt Bild zu diesem Denkmal hochladen | Bildstock                                         | Dorfstraße o. Nr. Ortsausgang Richtung Birkenfelde An der linken Straßenseite, am Rand einer Streuobstwiese. Flur 1 / Flurstück(e) 108 |           |              |    |
| Direkt Bild zu diesem Denkmal hochladen | Bildstock                                         | Dorfstraße/An der Trift o. Nr. Ortsausgang in Richtung Birkenfelde, in Höhe des Friedhofs. Flur 1 / Flurstück(e) 91                    |           |              |    |

### Steinheuterode
| Bild                           | Bezeichnung                                                                     | Lage                                                                         | Datierung | Beschreibung | ID |
| ------------------------------ | ------------------------------------------------------------------------------- | ---------------------------------------------------------------------------- | --------- | ------------ | -- |
| weitere Bilder Fotos hochladen | Herrenhaus / Arbeiterhaus, Wirtschaftsgebäude                                   | Dorfstraße 1 Flur 3 / Flurstück(e) 19/1, 19/2                                |           |              |    |
| weitere Bilder Fotos hochladen | Kirche mit Ausstattung, Kirchhof und Einfriedung / Kath. Filialkirche St. Alban | Dorfstraße o. Nr. Flur 3 / Flurstück(e) 16/2, 60/4, 64/3, 58/4, 16/1 (Karte) |           |              |    |

### Thalwenden
| Bild                                    | Bezeichnung                                                                | Lage                                                    | Datierung | Beschreibung | ID |
| --------------------------------------- | -------------------------------------------------------------------------- | ------------------------------------------------------- | --------- | ------------ | -- |
| Direkt Bild zu diesem Denkmal hochladen | Bildstock                                                                  | Am Rengelberg o. Nr. Waldrand Flur 2 / Flurstück(e) 138 |           |              |    |
| Direkt Bild zu diesem Denkmal hochladen | Pfarrhaus mit Schule                                                       | Dorfstraße 10 Flur 2 / Flurstück(e) 47/2, 49/2          |           |              |    |
| Direkt Bild zu diesem Denkmal hochladen | Wohnhaus mit Nebengebäude                                                  | Dorfstraße 35; Gasse 41 Flur 2 / Flurstück(e) 71/11     |           |              |    |
| Direkt Bild zu diesem Denkmal hochladen | Wohnhaus                                                                   | Dorfstraße 62 Flur 2 / Flurstück(e) 5038/2              |           |              |    |
| weitere Bilder Fotos hochladen          | Kirche mit Ausstattung und Kirchhof / röm.-kath. Filialkirche St. Martinus | Mühlloch 1 Flur 2 / Flurstück(e) 67 (Karte)             |           |              |    |
| Direkt Bild zu diesem Denkmal hochladen | Wohnhaus                                                                   | Mühlloch 8 Flur 2 / Flurstück(e) 66/17                  |           |              |    |
| Direkt Bild zu diesem Denkmal hochladen | Wohnhaus                                                                   | Trift 75 Flur 2 / Flurstück(e) 5040/1                   |           |              |    |
| Direkt Bild zu diesem Denkmal hochladen | Wohnhaus mit Nebengebäude                                                  | Udersche Straße 35 Flur 2 / Flurstück(e) 71/13          |           |              |    |
| Direkt Bild zu diesem Denkmal hochladen | Bildstock                                                                  | Udersche Straße o. Nr. Flur 1 / Flurstück(e) 24/2       |           |              |    |

### Uder
| Bild                                    | Bezeichnung                                                                            | Lage | Datierung | Beschreibung | ID |
| --------------------------------------- | -------------------------------------------------------------------------------------- | --- | --------- | ------------ | -- |
| Direkt Bild zu diesem Denkmal hochladen | Wohnhaus                                                                               | Am Asbach 3 Flur 11 / Flurstück(e) 8/2 |           |              |    |
| Direkt Bild zu diesem Denkmal hochladen | Wohnhaus mit Torbau                                                                    | Am Asbach 4 Flur 11 / Flurstück(e) 9 |           |              |    |
| weitere Bilder Fotos hochladen          | Stationsweg mit Mariengrotte                                                           | Eichenweg o. Nr. Flur 11 / Flurstück(e) 227/44 |           |              |    |
| Direkt Bild zu diesem Denkmal hochladen | Bildstock                                                                              | Eichenweg o. Nr. Flur 11 / Flurstück(e) 223 |           |              |    |
| Direkt Bild zu diesem Denkmal hochladen | Gehöft                                                                                 | Eulenburg 5 Flur 11 / Flurstück(e) 210/3 |           |              |    |
| Direkt Bild zu diesem Denkmal hochladen | Wohnhaus                                                                               | Heiligengasse 1 Flur 11 / Flurstück(e) 2/5 |           |              |    |
| Direkt Bild zu diesem Denkmal hochladen | Schmiede mit Wirtschaftsgebäude und Einfriedung                                        | Hinterste Binde 18 Flur 11 / Flurstück(e) 434/127 |           |              |    |
| Direkt Bild zu diesem Denkmal hochladen | Wohnhaus                                                                               | Hinterste Binde 2 Flur 11 / Flurstück(e) 141/1 |           |              |    |
| Direkt Bild zu diesem Denkmal hochladen | Wohnhaus mit Torbau                                                                    | Hochrieth 6 Flur 11 / Flurstück(e) 851/113 |           |              |    |
| Direkt Bild zu diesem Denkmal hochladen | Wohnhaus mit Torbau                                                                    | Hochrieth 8 Flur 11 / Flurstück(e) 112/5 |           |              |    |
| weitere Bilder Fotos hochladen          | Gehöft / Knorrsches Haus                                                               | Kirchgasse 4 Flur 11 / Flurstück(e) 209/5 (Karte) |           |              |    |
| Direkt Bild zu diesem Denkmal hochladen | Bildstock                                                                              | Lenteröder Straße o. Nr. Flur 6 / Flurstück(e) 50/4 |           |              |    |
| Fotos hochladen                         | Kapelle / Friedhofskapelle                                                             | Martin-Weinrich-Weg o. Nr. Flur 11 / Flurstück(e) 48 |           |              |    |
| Direkt Bild zu diesem Denkmal hochladen | Bildstock                                                                              | Martin-Weinrich-Weg o. Nr.; Klosterstraße o. Nr.; Steinbinde o. Nr. Flur 11 / Flurstück(e) 768/91                                                                    |           |              |    |
| Direkt Bild zu diesem Denkmal hochladen | Gehöft                                                                                 | Mittelste Binde 24 Flur 11 / Flurstück(e) 471/164 |           |              |    |
| Direkt Bild zu diesem Denkmal hochladen | Wohnhaus / ehem. Wohnhaus Weinrich                                                     | Ratsgasse 6 Flur 11 / Flurstück(e) 66/4 |           |              |    |
| Direkt Bild zu diesem Denkmal hochladen | Wohnhaus                                                                               | Ratsgasse 8 Flur 11 / Flurstück(e) 367/62 |           |              |    |
| Direkt Bild zu diesem Denkmal hochladen | Bildstock                                                                              | Siedlung o. Nr. Tal der Lutter Flur 6 / Flurstück(e) 103 |           |              |    |
| Direkt Bild zu diesem Denkmal hochladen | Bildstock                                                                              | Siedlung o. Nr. Flur 6 / Flurstück(e) 103 |           |              |    |
| weitere Bilder Fotos hochladen          | Kapelle / Ev. Christuskapelle                                                          | Straße der Einheit 105 Flur 3 / Flurstück(e) 501/79 (Karte) |           |              |    |
| Direkt Bild zu diesem Denkmal hochladen | Küsterhaus                                                                             | Straße der Einheit 39 Flur 11 / Flurstück(e) 192/2 |           |              |    |
| Direkt Bild zu diesem Denkmal hochladen | Pfarrhaus mit Einfriedung und Wirtschaftsgebäude                                       | Straße der Einheit 41 Flur 11 / Flurstück(e) 191, 821/193 |           |              |    |
| Fotos hochladen                         | Gasthaus / Riedelsburg                                                                 | Straße der Einheit 50 Flur 11 / Flurstück(e) 56/1 |           |              |    |
| Direkt Bild zu diesem Denkmal hochladen | Wohnhaus                                                                               | Straße der Einheit 53 Flur 11 / Flurstück(e) 184 |           |              |    |
| weitere Bilder Fotos hochladen          | Gehöft / Zwehlsches Gut                                                                | Straße der Einheit 56 Flur 11 / Flurstück(e) 516/53 |           |              |    |
| weitere Bilder Fotos hochladen          | Wohnhaus / ehem. Junkerhof                                                             | Straße der Einheit 64 Flur 11 / Flurstück(e) 16/11, 16/12, 16/13 |           |              |    |
| Direkt Bild zu diesem Denkmal hochladen | Gasthaus / Drei Rosen                                                                  | Straße der Einheit 65 Flur 11 / Flurstück(e) 168/6 |           |              |    |
| Direkt Bild zu diesem Denkmal hochladen | Wohnhaus mit Wirtschaftsgebäude                                                        | Straße der Einheit 70 Flur 11 / Flurstück(e) 303/14 |           |              |    |
| Direkt Bild zu diesem Denkmal hochladen | Gehöft / Am Plan                                                                       | Straße der Einheit 75 Flur 11 / Flurstück(e) 99/5, 99/6 |           |              |    |
| Direkt Bild zu diesem Denkmal hochladen | Bildstock                                                                              | Straße der Einheit o. Nr. L1074 (Ortsausgang Richtung Heiligenstadt) Flur 10 / Flurstück(e) 267/51                                                                   |           |              |    |
| weitere Bilder Fotos hochladen          | Kirche mit Ausstattung, Kirchhof und Gefallenendenkmal / Kath. Pfarrkirche St. Jacobus | Straße der Einheit o. Nr. Flur 11 / Flurstück(e) 821/193 (Karte) |           |              |    |
| Direkt Bild zu diesem Denkmal hochladen | Distanzstein                                                                           | Straße der Einheit o. Nr. Flur 1 / Flurstück(e) 119/2, 21/5 |           |              |    |
| Direkt Bild zu diesem Denkmal hochladen | Distanzstein                                                                           | B 80 - Straße nach Arenshausen hinter Bahnübergang Flur 1 / Flurstück(e) 119/7                                                                                       |           |              |    |
| Direkt Bild zu diesem Denkmal hochladen | Distanzstein                                                                           | B80 (Richtung Uder, hinter Abzweig Schönau) Flur 1 / Flurstück(e) 317/97                                                                                             |           |              |    |
| weitere Bilder Fotos hochladen          | Warte / Beberwarte (Rengelröder Warte)                                                 | nordöstlich von Uder, an der Gemarkungsgrenze zu Rengelrode. Gemarkung Rengelrode / Flur 3 / Flurstück(e) 151/89, 155/89; Flur 1 / Flurstück(e) 315/32, 30/1 (Karte) |           |              |    |
| Direkt Bild zu diesem Denkmal hochladen | Bildstock                                                                              | Hinter den Höfen Flur 11 / Flurstück(e) 216/1 |           |              |    |
| Direkt Bild zu diesem Denkmal hochladen | Bildstock                                                                              | Leineufer (bei der Walkmühle) Flur 1 / Flurstück(e) 47/6 |           |              |    |

### Weidenbach
| Bild                                    | Bezeichnung                                                                    | Lage                                               | Datierung | Beschreibung | ID |
| --------------------------------------- | ------------------------------------------------------------------------------ | -------------------------------------------------- | --------- | ------------ | -- |
| Direkt Bild zu diesem Denkmal hochladen | Gehöft                                                                         | Dorfstraße 15 Flur 3 / Flurstück(e) 39             |           |              |    |
| Direkt Bild zu diesem Denkmal hochladen | Gehöft                                                                         | Dorfstraße 16 Flur 3 / Flurstück(e) 37/1, 37/2     |           |              |    |
| Direkt Bild zu diesem Denkmal hochladen | Wohnhaus                                                                       | Dorfstraße 17 Flur 3 / Flurstück(e) 35             |           |              |    |
| Direkt Bild zu diesem Denkmal hochladen | Hofanlage                                                                      | Dorfstraße 18 Flur 3 / Flurstück(e) 36             |           |              |    |
| Direkt Bild zu diesem Denkmal hochladen | Gehöft                                                                         | Dorfstraße 3 Flur 3 / Flurstück(e) 59              |           |              |    |
| weitere Bilder Fotos hochladen          | Kirche mit Ausstattung, Kirchhof und Einfriedung / Ev. Filialkirche St. Martin | Dorfstraße o. Nr. Flur 3 / Flurstück(e) 58 (Karte) |           |              |    |

### Wüstheuterode
| Bild                                    | Bezeichnung                                                               | Lage                                                                                     | Datierung | Beschreibung | ID |
| --------------------------------------- | ------------------------------------------------------------------------- | ---------------------------------------------------------------------------------------- | --------- | ------------ | -- |
| Direkt Bild zu diesem Denkmal hochladen | Stationsweg                                                               | Am Wachsberg o. Nr. Straße Richtung Mackenrode Flur 15 / Flurstück(e) 4, 16, 17          |           |              |    |
| weitere Bilder Fotos hochladen          | Kirche mit Ausstattung und Ausstattung / Kath. Pfarrkirche St. Bonifatius | Bei der Kirche 1 Flur 10 / Flurstück(e) 7/2 (Karte)                                      |           |              |    |
| Fotos hochladen                         | Wohnhaus mit Torhaus                                                      | Bei der Kirche 11 Flur 10 / Flurstück(e) 37/1, 37/3                                      |           |              |    |
| Direkt Bild zu diesem Denkmal hochladen | Wohnhaus                                                                  | Bei der Kirche 14 Flur 9 / Flurstück(e) 30/5                                             |           |              |    |
| Direkt Bild zu diesem Denkmal hochladen | Wohnhaus mit Torbau                                                       | Bei der Kirche 16 Flur 9 / Flurstück(e) 28/2                                             |           |              |    |
| Direkt Bild zu diesem Denkmal hochladen | Schule                                                                    | Bei der Kirche 2 Flur 10 / Flurstück(e) 6                                                |           |              |    |
| Direkt Bild zu diesem Denkmal hochladen | Wohnhaus mit Torbau                                                       | Bei der Kirche 5 Flur 10 / Flurstück(e) 10                                               |           |              |    |
| Direkt Bild zu diesem Denkmal hochladen | Gehöft                                                                    | Mackenröder Straße 2 Flur 10 / Flurstück(e) 30/5                                         |           |              |    |
| Direkt Bild zu diesem Denkmal hochladen | Pfarrei                                                                   | Mackenröder Straße 5 Flur 10 / Flurstück(e) 70                                           |           |              |    |
| Direkt Bild zu diesem Denkmal hochladen | Bildstock                                                                 | Mackenröder Straße o. Nr. Ortsausgang nach Mackenrode Flur 10 / Flurstück(e) 7/1         |           |              |    |
| Direkt Bild zu diesem Denkmal hochladen | Bildstock                                                                 | Mackenröder Straße o. Nr. zwischen Mackenrode und Wüstheuterode Flur 18 / Flurstück(e) 7 |           |              |    |
| Direkt Bild zu diesem Denkmal hochladen | Wohnhaus mit Torbau                                                       | Überm Rosental 1 Flur 10 / Flurstück(e) 2/6                                              |           |              |    |

## Bodendenkmale

### Birkenfelde
| Bild                                    | Bezeichnung | Lage                                                                    | Datierung | Beschreibung | ID |
| --------------------------------------- | ----------- | ----------------------------------------------------------------------- | --------- | ------------ | -- |
| Direkt Bild zu diesem Denkmal hochladen | Bildstock   | Nahe Wegabzweigung nach Uder rechts am Bach. Flur 3 / Flurstück(e) 57/2 |           |              |    |

### Schönau
| Bild                                    | Bezeichnung | Lage                                                                       | Datierung | Beschreibung | ID |
| --------------------------------------- | ----------- | -------------------------------------------------------------------------- | --------- | ------------ | -- |
| Direkt Bild zu diesem Denkmal hochladen | Bildstock   | 100 m von Schönau nach Burgwalde an Böschung. Flur 1 / Flurstück(e) 169/86 |           |              |    |

### Uder
| Bild                           | Bezeichnung                              | Lage                                                                       | Datierung | Beschreibung | ID |
| ------------------------------ | ---------------------------------------- | -------------------------------------------------------------------------- | --------- | ------------ | -- |
| weitere Bilder Fotos hochladen | Kleine mittelalterliche Burg ‚Der Teich‘ | Ortslage, Grundstück – Straße der Einheit 66. Flur 11 / Flurstück(e) 15/24 |           |              |    |